# Wołyńska Inspekcja Etapowa
Wołyńska Inspekcja Etapowa – organ kierowniczy służby etapowej Wojska Polskiego w okresie demobilizacji.

## Formowanie i zmiany organizacyjne
Wołyńska Inspekcja Etapowa Okręgu Demobilizacyjnego 6 Armii powstała w grudniu 1920 roku z przemianowania Wołyńskiego Dowództwa Okręgu Etapowego 6 Armii.
Celem zwolnienia wojsk liniowych ze służby w kordonie oraz celem szczelnego zamknięcia granicy państwowej i zlikwidowania zjawiska samowolnej repatriacji, Ministerstwo Spraw Wojskowych zarządziło obsadzenie Kordonu Granicznego Naczelnego Dowództwa Wojska Polskiego Batalionami Etapowymi i przekazało kierowanie służbą kordonową inspekcjom etapowym.
Rozkaz organizacyjny nr 2 Wołyńskiej Inspekcji Etapowej z 19 marca 1921 określa przebieg granicy państwa na froncie 6 Armii, podział kordonu na pododcinki, obsadę, numerację i podległość tychże.

## Obsada personalna
Dowódcy inspekcji
- płk Stanisław Springwald[3]

## Struktura organizacyjna
- Dowództwo WIE – Kowel[4]
  - pododcinek kordonowy nr 3 „Dubno”
    - stacja kontrolna w Mizoczu
    - stacja kontrolna w Ożeninie
    - stacja kontrolna w Krzemieńcu

  - pododcinek kordonowy nr 4 „Hoszcza”
    - stacja kontrolna w Goszczy
    - stacja kontrolna w Mezyryczu Koryckim
    - stacja kontrolna w Ludwipolu

  - pododcinek kordonowy nr 5 „Sarny”
    - stacja kontrolna w Sarnach